# Артемизия (фильм)
«Артемизия» (фр. Artemisia) — фильм французского режиссёра Аньес Мерле, вышедший в 1997 году. В основу фильма легла биография итальянской художницы Артемизии Джентилески (1593—1653), хотя сюжет фильма сильно расходится с ней.

## Сюжет
Италия, начало XVII века. Юная художница Артемизия, дочь именитого живописца Орацио Джентилески, страстно увлечена искусством. Не сумев попасть в Академию художеств во Флоренции, куда в те времена не принимали женщин, Артемизия становится ученицей художника Агостино Тасси, работающего вместе с её отцом. Артемизию больше всего интересует изображение обнажённого человеческого тела. Вскоре Тасси понимает, что она намного более замечательный художник, чем он. Через некоторое время Артемизия становится возлюбленной Тасси. Вскоре об их связи узнает Орацио, который требует от Тасси объяснений, и, если на самом деле Артемизия стала его любовницей, жениться на ней. Тасси не признаётся Орацио, и тот подаёт на него жалобу. На суде Тасси утверждает, что не принуждал Артемизию к сожительству, и что они любят друг друга. Однако, когда судья спрашивает его, почему же он не женится на девушке, Тасси молчит. Поначалу Артемизия заявляет о своей девственности, её осматривают и удостоверяют, что она солгала. Сестра Тасси даёт на суде свои показания — у Агостино во Флоренции осталась жена. Артемизия посещает Тасси в тюрьме, она клянётся, что любит его. На суде демонстрируют рисунки обнажённой мужской натуры, выполненные Артемизией, её обвиняют в том, что она рисовала своих любовников. В зал приносят картину Артемизии «Юдифь и Олоферн», где, по словам защитников Тасси, Артемизия изобразила себя Юдифью, а Олоферн — это её жертва — Тасси. Судья принимает решение подвергнуть пытке Артемизию, чтобы она сказала правду. Тасси не может смотреть на мучения девушки и признаёт, что изнасиловал её и принуждал к сожительству. Его приговаривают к двум годам тюрьмы. Артемизия покидает отцовский дом, чтобы начать самостоятельную жизнь.

## В ролях
- Валентина Черви — Артемизия Джентилески
- Мишель Серро — Орацио Джентилески
- Мики Манойлович — Агостино Тасси
- Лука Дзингаретти — Козимо Куорли
- Эммануэль Дево — Констанца
- Фредерик Пьеро — Роберто
- Морис Гаррель — Судья
- Брижитт Катийон — Туциа
- Янн Трегуэ — Фульвио
- Жак Ноло — юрист
- Сильвия Де Сантис — Мариза
- Ренато Карпентьери — Николо

## Восприятие фильма деятелями феминизма
В основу картины положен реальный инцидент из жизни художницы: её связь с Тасси и последующий судебный процесс. Дистрибьютор Miramax Zoe изначально позиционировал историю, рассказанную в картине, как подлинную. Однако в реальной жизни процесс Джентилески протекал иначе. Критик издания Salon.com Алисса Кац обратила внимание читателей на то, что, судя по сохранившимся в римском архиве показаниям юной Артемизии на суде, она была действительно изнасилована Тасси. Он принуждал девушку к сожительству, обещая жениться на ней и таким образом спасти её честь. Кац отмечает, что героиня фильма выступает совершенно в другой роли, а именно — добровольного партнёра, возлюбленной. Она без конца повторяет во время процесса, что любит Тасси, а он — её. Даже пытка не может вынудить девушку свидетельствовать, что она была изнасилована. Её благородство потрясает Тасси, который делает ложное признание. В этой романтической истории отсутствуют подлинные неприятные детали, в том числе «наиболее вопиющая» — Тасси на протяжении всего процесса утверждал, что Артемизия Джентилески — женщина лёгкого поведения.
В то же время писательница и феминистка Жермен Грир, обращаясь в своей книге о женщинах-художницах «Забег с препятствиями» к биографии Артемизии, отмечает, что стенограммы судебного процесса по делу об изнасиловании достаточно туманны, и что есть доказательства, подтверждающие режиссёрскую концепцию Мерле. Протоколы судебного разбирательства по делу об изнасиловании можно найти в приложении к книге искусствоведа и феминистки Мэри Гаррард. Отчет Гаррард подвергся критике со стороны ряда деятелей феминизма. Гризельда Поллок заявила, что фильм Мерле не является биографическим. В нём не раскрываются последствия ранней смерти матери Артемизии, нет объяснения того, как художнице удалось сделать успешную карьеру и в Италии, и за границей, как удачно вела она дела со своими покровителями. Нет рассказа о её последующем браке и материнстве и того, что она содержала семью своим трудом. «Никто не хочет рассказывать эту историю» — подлинную историю жизни и творчества Джентилески.
Гаррард и феминистка Глория Стайнем организовали кампанию информирования зрительской аудитории, утверждая, что «Артемизия» не была, как говорилось в ранних рекламных роликах, «нерассказанной правдивой историей необыкновенной женщины». Они создали веб-сайт, где критиковали фильм как неправдивый в представлении того, что, по их словам, было изнасилованием Артемизии её учителем Агостино Тасси. На премьерном показе фильма в Нью-Йорке 28 апреля Стейнем и другие активисты распространили в зале информационный бюллетень, подготовленный Стейнем и Гаррард. Это вмешательство заставило Miramax отказаться от своего заявления о том, что фильм представляет собой «правдивую историю». Стейнем и Гаррард не собирались ограничивать свободу творческого выражения режиссёра фильма и препятствовать прокату картины. Их задачей было противопоставить фактическую информацию предполагаемым историческим искажениям.

## Критика
Кинокритик «Нью-Йорк Таймс» Стивен Холден оставил благосклонный отзыв. По его мнению, фильм прекрасно снят. Его визуальный ряд «воссоздаёт тяжёлую светотень картин Караваджо». Главная героиня представлена как женщина, которая стремится сломать стереотипы и вырваться из пут «патриархальных табу». Однако она также соблазнительна и сексуальна, а её «художественное любопытство отдает вуайеризмом». Валентина Черви воплощает две стороны личности художницы — безмерно притягательной возлюбленной и талантливого амбициозного «вундеркинда-подростка», врывающегося в ту область, где не должна была появляться женщина её возраста и положения. Эти две, казалось бы, несовместимые Артемизии «создают зрелый чувственный портрет художницы как дерзкой, но добродетельной сирены».
Роджеру Эберту также понравилась «Артемизия». Этот фильм, по словам критика, в равной мере посвящён искусству и сексу. В этой картине рассказывается много интересного о технике живописи и графики, в том числе о работе на природе и рисунке с натуры. Эберту не достало сцен, где демонстрируется процесс создания рисунков, подобных тем, что можно увидеть в «Очаровательной проказнице» Жака Риветта, где камера размещалась за плечом художника, рисующего возлюбленную, а также собственно картин Артемизии Джентилески. Он высоко оценил работу Валентины Черви, поставив её в один ряд с такими актрисами европейского интеллектуального кино как Жюльетт Бинош, Ирен Жакоб, Эммануэль Беар и Жюли Дельпи.
Дафна Меркен (The New Yorker) нашла фильм «противоречивым и запутанным». «Это самая глупая форма иконографии конца двадцатого века». Несмотря на то, что реальная Артемизия Джентилески действительно нарушала запреты своего времени, настаивая на своём праве рисовать обнажённое тело с натуры, Меркен не верится, что она действовала так же дерзко, как это представлено в картине. «Однако, как только вы принимаете фильм на его собственных мошеннических условиях, он становится довольно привлекательным — не в последнюю очередь из-за эротического подтекста».